# Randaberg IL
Randaberg IL is een Noorse voetbalclub uit Randaberg in de provincie Rogaland. De club is opgericht 10 april 1925 en speelt in de 4. divisjon. De thuisbasis van Randaberg IL is het Randaberg Stadion.

## Geschiedenis
Randaberg IL is opgericht in 1925 en speelde vooral in de derde divisie. Het seizoen 2010 was het doel duidelijk: degradatie voorkomen. Maar Randaberg werd kampioen en mocht zelfs voor het eerst promoveren naar de Adeccoligaen.